# Zhang Dejiang
Zhang Dejiang (en chino, 张德江; pinyin, Zhāng Déjiāng); Condado de Tai'an, Liaoning, 1 de noviembre de 1946) es desde el 15 de marzo de 2013 Presidente del Comité Permanente de la Asamblea Popular Nacional de China. Además es el tercer miembro más importante del Comité Permanente del Buró Político.
Zhang saltó a la fama como el jefe del partido en las provincias de Zhejiang y Guangdong, donde presidió un crecimiento económico rápido. En marzo de 2012, Zhang fue designado para reemplazar a Bo Xilai como el jefe del partido de Chongqing. Zhang es considerado como uno de los integrantes de la "quinta generación" de dirigentes comunistas chinos.
Fue vice primer ministro a cargo de Energía, Telecomunicaciones y Transporte. 